# Tiszadorogma
Tiszadorogma is een plaats (község) en gemeente in het Hongaarse comitaat Borsod-Abaúj-Zemplén. Tiszadorogma telt 469 inwoners (2001).